# 셀레카
셀레카(Séléka)는 중앙 아프리카 공화국에 존재했던 정당 및 반정부 민병대의 연합체이다. 2013년 프랑수아 보지제 정권을 붕괴시킨 후 같은 해에 해산 선언이 나왔다.